# Jop Bonnike
Joseph Maria (Jop) Bonnike (Hilversum, 30 april 1925 – 15 april 1999) was een Nederlands burgemeester.

## Loopbaan
Bonnike ging na de hbs Indisch recht studeren aan de Rijksuniversiteit Utrecht. Na te zijn afgestudeerd trad hij in 1951 in dienst bij de Stoomvaart-Maatschappij Nederland (SMN). Hij werd daar stafemployé en was achtereenvolgens in Amsterdam, Londen, Singapore, Jakarta en Medan werkzaam. In 1958 ging Bonnike werken bij het Kabinet van de Commissaris der Koningin van Gelderland. Hij was daar commies voor hij in september 1960 benoemd werd tot burgemeester van Maasdriel. In oktober 1966 volgde zijn benoeming tot burgemeester van Noordwijk wat hij zou blijven tot hij eind 1987 vervroegd met pensioen ging. In 1999 overleed Bonnike op 73-jarige leeftijd.

## Familie
Bonnike werd geboren als zoon van de katholieke ondernemer J.M.J. Bonnike (1887-1971) en Wilhelmina Maria Wiegman (1894-1982). Hij trouwde in 1953 met Johanna Catharina Wijers (1929-1988) met wie hij vier zonen kreeg. Zijn broer Paul Maria Bonnike (1923-1945), naar wie in Hilversum een straat is vernoemd, was actief in het studentenverzet en overleed in 1945.